# Mediaroom
Mediaroom é uma coleção de software para operadoras fornecerem serviços de assinatura de IPTV (IPTV), incluindo gravador de vídeo digital ao vivo, protegido por conteúdo, vídeo sob demanda, tela múltipla e aplicativos. Esses serviços podem ser entregues por meio de uma variedade de dispositivos dentro e fora das residências dos clientes, incluindo set-top boxes com fio e Wi-Fi, PCs, tablets, smartphones e outros dispositivos conectados - tanto através das redes IP gerenciadas pelo operador quanto "over the top" (OTT) ou redes não gerenciadas.
De acordo com uma empresa de marketing, a Mediaroom foi líder de mercado em IPTV em 2014.

## História

### Plataforma MicrosoftTV
A Microsoft anunciou o serviço UltimateTV da DirecTV em outubro de 2000, baseado na tecnologia adquirida da WebTV Networks (mais tarde renomeada MSN TV). O software era chamado de plataforma Microsoft TV (que incluía a Edição Foundation); ele tinha capacidades integradas de gravador de vídeo digital (DVR) e acesso à Internet. Foi lançado em 26 de outubro de 2000. O software para decodificar e visualizar programação de vídeo digital foi derivado do WebTV (mais tarde chamado MSN TV). O UltimateTV tinha suporte para picture-in-picture e podia gravar até 35 horas de conteúdo de vídeo. As capacidades de Internet eram fornecidas pelo software da plataforma Microsoft TV, que era usado para o guia de TV. O guia de TV poderia exibir a programação para os próximos 14 dias, e as gravações podiam ser agendadas para qualquer um dos programas. Também podia ser usado para acessar e-mails. No entanto, a Microsoft perdeu a distribuição quando a DirecTV aceitou uma oferta de aquisição pela Echostar, que tinha seu próprio DVR. Em 2003, o UltimateTV foi retirado do mercado, apesar de ainda ser suportado pela DirecTV e a aquisição pela Echostar ter falhado.
Os desenvolvedores da UltimateTV em Mountain View, Califórnia, foram eliminados no início de 2002. Em junho de 2002, Moshe Lichtman substituiu Jon DeVaan como líder da divisão à medida que mais reduções eram anunciadas.

#### Foundation Edition
A plataforma Microsoft TV Foundation Edition integrava vídeo sob demanda (VOD), DVR e programação HDTV com programação de televisão ao vivo. Incluía um guia eletrônico de programação (EPG) que podia ser usado para acessar qualquer serviço suportado a partir de um diretório centralizado. O EPG podia ser usado para buscar e filtrar os listados também. O EPG foi lançado por volta de 2002. A Comcast anunciou que adotaria este software em maio de 2004. A plataforma Microsoft TV Foundation Edition também incluía um ambiente de autoria que podia ser usado para criar conteúdo consumível através do set-top box.

#### IPTV Edition
Microsoft TV IPTV Edition é uma plataforma IPTV para acessar conteúdo de televisão sob demanda e ao vivo em uma rede IP bidirecional, juntamente com a funcionalidade DVR. Deve ser utilizado com redes a cabo que possuam infraestrutura de IPTV.

### Microsoft Mediaroom
A plataforma IPTV foi renomeada como Microsoft Mediaroom em 18 de junho de 2007 na conferência NXTcomm. Em janeiro de 2010, o Microsoft Mediaroom 2.0 foi anunciado no International Consumer Electronics Show. Em 8 de abril de 2013, a Microsoft e a Ericsson anunciaram planos para a Ericsson comprar o Mediaroom. A venda foi concluída em 5 de setembro de 2013, e a plataforma tornou-se oficialmente Ericsson Mediaroom.

### Venda para a Ericsson
Em 6 de fevereiro de 2014, a Ericsson anunciou que havia firmado um acordo para comprar a empresa de plataforma de vídeo multitela Azuki Systems. Azuki Systems foi renomeada como Ericsson Mediaroom Reach.

### MediaKind
Em 10 de julho de 2018, foi anunciado que a nova identidade da Ericsson Media Solutions é MediaKind. O CEO é Allen Broome.

## Produtos
Os principais produtos atuais do portfólio da Mediaroom incluem Mediaroom, Mediaroom Reach e MediaFirst TV Platform.
Em junho de 2016, a Mediaroom TV foi usada em 65 implantações comerciais em 34 países, fornecendo serviços para mais de 16 milhões de domicílios por meio de mais de 30 milhões de dispositivos.
As plataformas Mediaroom TV são oferecidas por 90 operadoras, incluindo AT&T, Deutsche Telekom, CenturyLink, Telus, Hawaiian Telcom, Bell Canada (incluindo Bell MTS), Hargray, Singtel, Telefónica SA, Cross Telephone e Portugal Telecom.